# Isola di stabilità

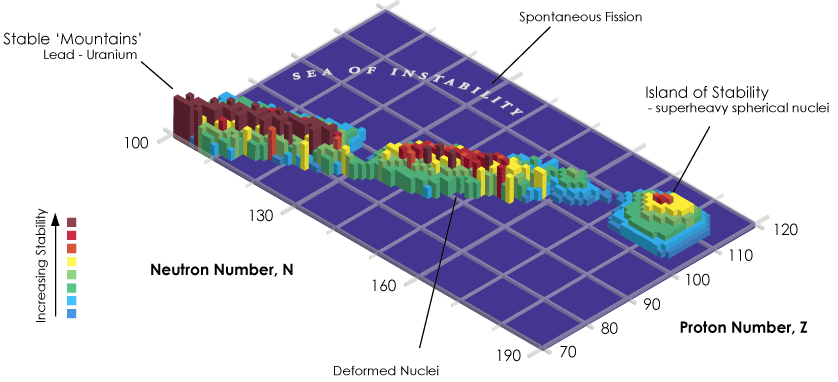
Rappresentazione tridimensionale dell'ipotetica isola di stabilità.

L'isola di stabilità è un'espressione dalla fisica nucleare che descrive la possibilità dell'esistenza di elementi chimici particolarmente stabili, aventi un "numero magico" di protoni e neutroni. Questo permetterebbe ad alcuni isotopi di elementi transuranici di essere molto più stabili rispetto ad altri, ovvero di decadere molto più lentamente: rispetto a un dimezzamento, per gli isotopi noti, nell'ordine dei minuti o dei giorni, sono stati anche ipotizzati tempi di dimezzamento nell'ordine di milioni di anni.

## Storia
L'idea dell'esistenza di un'isola di stabilità è stata proposta per la prima volta da Glenn T. Seaborg. L'ipotesi è che il nucleo atomico sia costituito da "gusci" in modo simile ai gusci elettronici degli atomi. In entrambi i modelli possono presentarsi "gusci" energetici, ovvero livelli energetici relativamente vicini gli uni agli altri e separati da livelli energetici di altri "gusci" vicini da salti energetici relativamente grandi. Così quando il numero di neutroni e protoni riempie completamente i livelli di energia di un dato guscio nel nucleo, l'energia di legame per nucleone raggiunge un massimo locale e quindi quella particolare configurazione presenta una stabilità maggiore rispetto agli isotopi vicini che non hanno i livelli energetici del nucleo altrettanto completi.
Un guscio completo ha un "numero magico" di neutroni e protoni. Un numero magico di neutroni per nuclei sferici possibile è 184 e alcuni possibili numeri magici di protoni corrispondenti sono 114, 120 e 126, il che significherebbe che gli isotopi sferici più stabili sarebbero flerovio-298, unbinilio-304 e unbihexio-310. Di particolare nota è Ubh-310 che sarebbe "doppiamente magico" (sia il numero di protoni, 126, che il numero di neutroni, 184, sono considerati "magici") e dovrebbe quindi avere un tempo di dimezzamento molto lungo; l'isotopo precedente a nucleo sferico "doppiamente magico" è il piombo-208, il più pesante nucleo stabile conosciuto.
Studi recenti indicano che i nuclei più grandi non sono sferici ma sono deformati, con un conseguente spostamento dei "numeri magici". Oggi si pensa che hassio-270 sia un nucleo deformato "doppiamente magico" caratterizzato dai numeri magici "deformati" 108 e 162, nonostante abbia un tempo di dimezzamento di soli 3,6 secondi.